# Cratere Leonard
Leonard  è un cratere sulla superficie di Venere. È intitolato all'astronoma statunitense Wrexie Leonard.